# Arcidiocesi di Giacarta

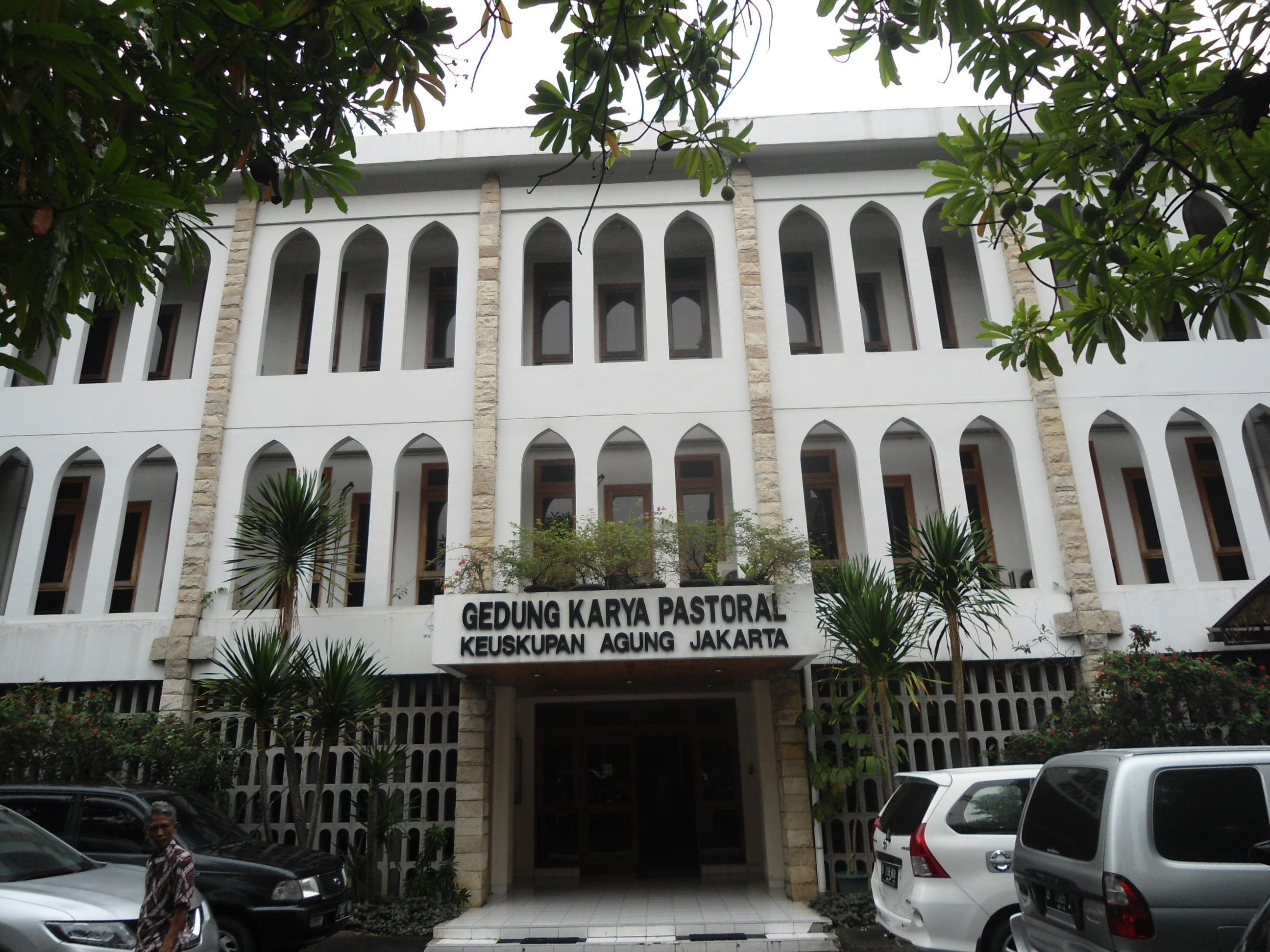
La sede della curia arcivescovile di Giacarta.

L'arcidiocesi di Giacarta (in latino Archidioecesis Giakartana) è una sede metropolitana della Chiesa cattolica in Indonesia. Nel 2023 contava 561 665 battezzati su 20 635 210 abitanti. È retta dall'arcivescovo cardinale Ignatius Suharyo Hardjoatmodjo.

## Territorio
L'arcidiocesi comprende i seguenti territori nell'isola di Giava in Indonesia:
- il territorio cittadino della capitale, Giacarta;
- la reggenza e la municipalità di Bekasi nella provincia di Giava Occidentale;
- la reggenza e le municipalità di Tangerang e di Tangerang Selatan nella provincia di Banten.

Sede arcivescovile è la città di Giacarta, dove si trova la cattedrale di Santa Maria.
Il territorio si estende su 10775 km² ed è suddiviso in 70 parrocchie, raggruppate in 9 decanati.
La provincia ecclesiastica di Giacarta, istituita nel 1961 comprende, come suffraganee, le diocesi di Bandung e di Bogor.

## Storia
Nel 1806 Luigi Bonaparte divenne re d'Olanda e nel 1807 papa Pio VII divise in tre circoscrizioni ecclesiastiche il territorio olandese d'oltremare, di cui due nelle Antille e la terza nelle Indie orientali, con sede a Batavia, antico nome dell'odierna Giacarta. L'anno successivo nominò il primo prefetto apostolico, ma la prefettura apostolica di Batavia fu eretta de facto solo nel 1826, ricavandone il territorio dalla prefettura apostolica di Bourbon, nota anche come prefettura apostolica dei Mari del Sud.
Il 3 aprile 1841 la prefettura apostolica fu elevata a vicariato apostolico.
Successivamente cedette a più riprese porzioni del suo territorio a vantaggio dell'erezione di nuove circoscrizioni ecclesiastiche:
- la prefettura apostolica di Labuan e Borneo (oggi arcidiocesi di Kota Kinabalu) il 4 settembre 1855;
- la prefettura apostolica della Nuova Guinea Olandese (oggi diocesi di Amboina) il 22 dicembre 1902;
- la prefettura apostolica del Borneo olandese (oggi arcidiocesi di Pontianak) l'11 febbraio 1905;
- la prefettura apostolica di Sumatra (oggi arcidiocesi di Medan) il 30 giugno 1911;
- la prefettura apostolica delle Isole della Piccola Sonda (oggi arcidiocesi di Ende) il 16 settembre 1913, a cui cedette anche l'isola di Flores il 20 luglio 1914;
- la prefettura apostolica di Celebes (oggi diocesi di Manado) il 19 novembre 1919;
- la prefettura apostolica di Malang (oggi diocesi) il 27 aprile 1927;
- la prefettura apostolica di Surabaia (oggi diocesi di Surabaya) il 15 febbraio 1928;
- la prefettura apostolica di Bandung (oggi diocesi) il 20 aprile 1932;
- la prefettura apostolica di Purwokerto (oggi diocesi) il 25 aprile dello stesso anno;
- il vicariato apostolico di Semarang (oggi arcidiocesi) il 25 giugno 1940;
- la prefettura apostolica di Sukabumi (oggi diocesi di Bogor) il 9 dicembre 1948.

Il 7 febbraio 1950 assunse il nome di vicariato apostolico di Giacarta in forza del decreto Cum recenti di Propaganda Fide.
Il 3 gennaio 1961 il vicariato apostolico è stato elevato al rango di arcidiocesi metropolitana con la bolla Quod Christus di papa Giovanni XXIII.
Il 22 agosto 1973 l'arcidiocesi ha assunto l'attuale nome latino in forza del decreto Cum propositum della Congregazione per l'evangelizzazione dei popoli, in sostituzione del precedente Archidioecesis Diakartana.

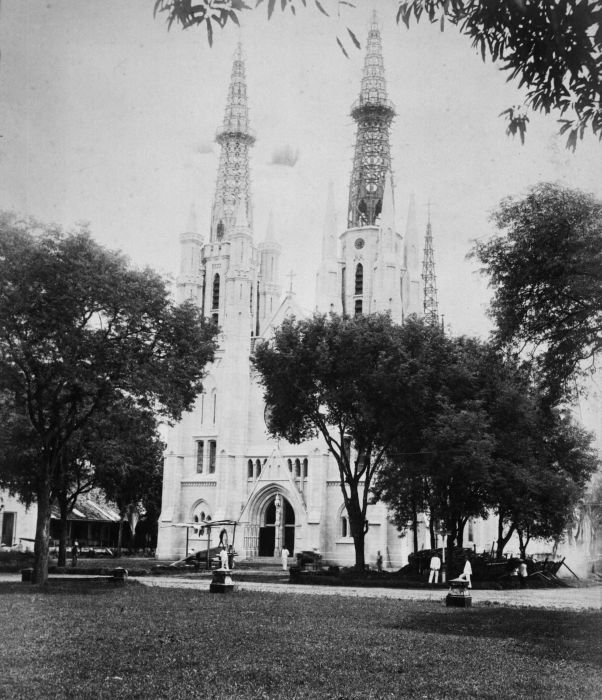
Foto d'epoca della cattedrale di Giacarta

## Cronotassi dei vescovi
Si omettono i periodi di sede vacante non superiori ai 2 anni o non storicamente accertati.
- Jacobus Nelissen † (1808 - 6 dicembre 1817 deceduto)[2]
- Lambertus Prinsen † (1818 - 1830 dimesso)[3]
- Johannes Scholten † (10 settembre 1831 - 1842 dimesso)[4]
- Jacobus Grooff † (20 settembre 1842 - 19 aprile 1852 deceduto)
- Petrus Maria Vrancken † (19 aprile 1852 succeduto - 28 maggio 1874 dimesso)
- Adam Charles Claessens † (16 giugno 1874 - 23 maggio 1893 dimesso)
- Walterus Staal, S.I. † (23 maggio 1893 - 30 giugno 1897 deceduto)
- Edmondo Luypen, S.I. † (21 maggio 1898 - 2 maggio 1923 deceduto)
- Antonius van Velsen, S.I. † (21 gennaio 1924 - marzo 1933 dimesso)
- Piet Jan Willekens, S.I. † (23 luglio 1934 - 1952 dimesso)
- Adrianus Djajasepoetra, S.I. † (18 febbraio 1953 - 21 maggio 1970 dimesso[5])
- Leo Soekoto, S.I. † (21 maggio 1970 - 30 dicembre 1995 deceduto)
- Julius Riyadi Darmaatmadja, S.I. (11 gennaio 1996 - 28 giugno 2010 ritirato)
- Ignatius Suharyo Hardjoatmodjo, dal 28 giugno 2010

## Statistiche
L'arcidiocesi nel 2023 su una popolazione di 20 635 210 persone contava 561 665 battezzati, corrispondenti al 2,7% del totale.
| anno | popolazione | popolazione | popolazione | presbiteri | presbiteri | presbiteri | presbiteri                | diaconi | religiosi | religiosi | parrocchie |
| anno | battezzati  | totale      | %           | numero     | secolari   | regolari   | battezzati per presbitero | diaconi | uomini    | donne     | parrocchie |
| ---- | ----------- | ----------- | ----------- | ---------- | ---------- | ---------- | ------------------------- | ------- | --------- | --------- | ---------- |
| 1950 | 29 379      | 3 500 000   | 0,8         | 57         | 1          | 56         | 515                       |         | 54        | 256       | 12         |
| 1970 | 59 846      | 6 500 000   | 0,9         | 100        | 8          | 92         | 598                       |         | 133       | 306       |            |
| 1980 | 148 034     | 7 545 421   | 2,0         | 133        | 8          | 125        | 1 113                     | 1       | 218       | 337       | 33         |
| 1990 | 288 052     | 10 233 300  | 2,8         | 168        | 27         | 141        | 1 714                     |         | 261       | 402       | 40         |
| 1998 | 374 777     | 10 579 800  | 3,5         | 229        | 30         | 199        | 1 636                     |         | 407       | 568       | 51         |
| 2002 | 411 036     | 11 279 332  | 3,6         | 277        | 45         | 232        | 1 483                     |         | 393       | 583       | 53         |
| 2013 | 481 655     | 12 751 000  | 3,8         | 345        | 65         | 280        | 1 396                     |         | 467       | 622       | 63         |
| 2016 | 499 485     | 19 090 000  | 2,6         | 328        | 66         | 262        | 1 522                     |         | 439       | 557       | 65         |
| 2019 | 511 891     | 19 795 950  | 2,6         | 358        | 89         | 269        | 1 429                     |         | 490       | 635       | 66         |
| 2021 | 527 990     | 20 202 020  | 2,6         | 381        | 105        | 276        | 1 385                     |         | 477       | 641       | 67         |
| 2023 | 561 665     | 20 635 210  | 2,7         | 354        | 75         | 279        | 1 586                     |         | 458       | 640       | 68         |